# Adelophryne maranguapensis
Adelophryne maranguapensis es una especie de anfibio anuro de la familia Eleutherodactylidae. Esta rana es endémica de la sierra de Maranguape, en Ceará, nordeste de Brasil. Su rango altitudinal va de los 800 a los 900 metros de altitud. Habita en la hojarasca de bosques primarios y secundarios, y también se ha encontrado en plantaciones de bananas y bambú. Es una especie terrestre, diurna y con desarrollo directo.
Se encuentra amenazada de extinción a causa de su reducida área de distribución y la pérdida de su hábitat natural debida a la tala de árboles, agricultura y los asentamientos humanos.